# Kanton Nizza-2
Der Kanton Nizza-2 (frz. canton de Nice-2) ist ein französischer Wahlkreis  im Département Alpes-Maritimes in der Region Provence-Alpes-Côte d’Azur. Er umfasst einen Teil der Stadt Nizza. Im Rahmen der landesweiten Neuordnung der französischen Kantone wurde der dem Kanton zugeordnete Bereich im Frühjahr 2015 leicht verändert.

## Gemeinden
Der Kanton besteht aus einem Teil der Stadt Nizza mit insgesamt 49.805 Einwohnern (Stand: 2022):

## Politik
| Vertreter im Départementsrat | Vertreter im Départementsrat | Vertreter im Départementsrat |
| Amtszeit                     | Namen                        | Partei                       |
| ---------------------------- | ---------------------------- | ---------------------------- |
| 2015–                        | Bernard Asso Marine Brenier  | UD                           |